# Gwangjin-gu

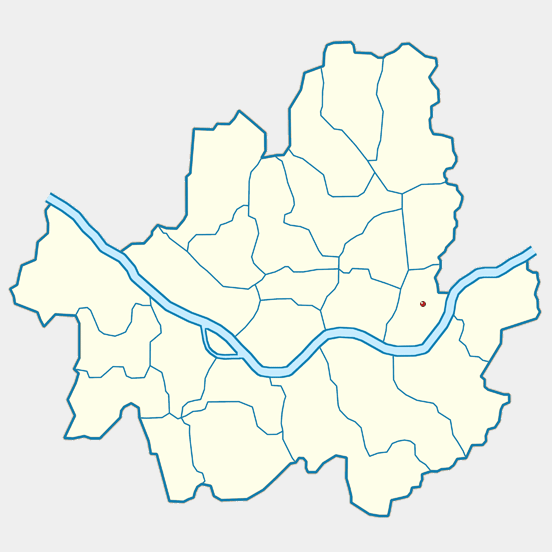
Situation dans Séoul

Gwangjin-gu (hangul : 광진구 ; hanja : 廣津區) est un arrondissement (gu) de Séoul situé au nord du fleuve Han.

## Quartiers
Gwangjin est divisé en quartiers (dong) :
| - Cheongun-dong (청운동 淸雲洞) - Hyoja-dong (효자동 孝子洞) - Sajik-dong (사직동 社稷洞) - Samcheong-dong (삼청동 三淸洞) - Buam-dong (부암동 付岩洞) - Pyeongchang-dong (평창동 平倉洞) - Muak-dong (무악동 毋岳洞) - Gyonam-dong (교남동 橋南洞) - Gahoe-dong (가회동 嘉會洞) - Ihwa-dong (이화동 梨花洞) | - Hyehwa-dong (혜화동 惠化洞) - Sejongno-dong (세종로동 世宗路洞) - Jongno-1.2.3.4 ga-dong (종로1.2.3.4가동 鍾路) - Jongno-5.6 ga-dong (종로5.6가동 鍾路5.6街洞) - Myeongnyun 3 ga-dong (명륜3가동 明倫洞) - Changsin 1-dong (창신1동 昌信洞) - Changsin 2-dong (창신2동 昌信洞) - Changsin 3-dong (창신3동 昌信洞) - Sungin 1-dong (숭인1동 崇仁洞) - Sungin 2-dong (숭인2동 崇仁洞) |